# Chiconcuac de Juárez
Chiconcuac de Juárez – miasto w Meksyku, w stanie Meksyk.